# Endeitoma
Endeitoma is een geslacht van kevers uit de familie somberkevers (Zopheridae).

## Soorten
Deze lijst is mogelijk niet compleet.
- E. africana
- E. bonina
- E. floridana
- E. granulata
- E. mexicana
- E. orientalis
- E. parallelocolis
- E. perforata
- E. serraticollis